# Народни музеј Крагујевац
Народни музеј Шумадије у Крагујевцу је установа културе, припада категорији комплексних музеја завичајног карактера чија је делатност прикупљање, проучавање, стручна и научна обрада, заштита и презентација културних добара коју обавља на територији општина Крагујевац, Баточина, Лапово, Рача и Кнић.
Народни музеј у Крагујевцу се налази на простору који је представљао важно државно средиште модерне Србије. Златно доба Крагујевца везано је за време од 1818. до 1841. године када је на простору који данас окружује Народни музеј настао читав низ објеката, у којима је била смештена кнежева породица и државна администрација Кнежевине Србије. До данас, зубу времена одолевају Амиџин конак и Стара црква, док су људски немар и ратни вихор уништили знаменита здања Кнежевог и Шареног конака. Делатност Музеја обавља се у објектима: Амиџин конак, Кнез Михаилов конак, Галерија, Кућа Светозара Марковића (Проте Милоја Бајрактаровића), Кућа Љубице Филиповић, Стара скупштина, Спомен кућа у Дуленима, Петрова воденица у Грошници и Модерна галерија.

## Историјат
Кнез Милош Обреновић је почео да формира своју збирку слика јуна 1823. године када је добио на поклон прву уметничку слику. Године 1837, Кнез је од немачког природњака барона Хердера добио прву збирку минерала, а извори упућују и на прву нумизматичку збирку.
За време окупације, у пролеће 1942. године, основан је Шумадијски музеј у Крагујевцу који је престао са радом 22. марта 1943. године.
Данашњи Народни музеј у Крагујевцу основан је 1. јуна 1949. године као Обласни музеј са три радника и 872 предмета у шест збирки: природњачкој, историјској, археолошкој, нумизматичкој, етнолошкој и уметничкој. За музејске зграде одређене су Амиџин конак (грађен 1818. године када се кнез Милош преселио из Црнуће и формирао двор у Крагујевцу) и Кнез Михаилов конак (из 1868. године намењен за двор кнеза Михаила). Музеј је свечано отворен 8. јула 1951. године, а почетком 1953. године је променио име у Народни музеј Крагујевац. Надлежност Музеја је обухватала 11 општина на територији Шумадије, Поморавља и Рашке области. Са формирањем других музејских центара делатност Музеја је сведена само на Шумадију. По налогу Среског народног одбора, у јуну 1958. године, осим одељења НОР-а које и даље ради, Музеј се конзервира. Марта 1961. године НО општине Крагујевац доноси решење о оснивању новог музеја под именом Музеј радничког покрета и НОБ-а. Оба музеја упоредо постоје две године да би се марта 1963. године спојили у један, Народни музеј Крагујевац.
Године 1976, предмети, фотографије и документа везана за стрељање у Крагујевцу 1941. године уступљени су новоформираном музеју Спомен парк 21. октобар.
У саставу Музеја су: археолошко, етнолошко, историјско и историјско-уметничко одељење, документација, стручна библиотека, препараторска радионица и
фото-лабораторија. Музеј има посебно оформљену водичку службу.

## Збирке
У музејским збиркама чува се нешто више од 26.000 предмета и студијски материјал за који се не води прецизна евиденција. Музеј поседује одељења за археологију, етнографију, историју Крагујевца и Шумадије и ликовну уметност. У археолошком одељењу се чува више од 10.000 инвентарисаних и преко 100.000 предмета студијског материјала. Ликовна збирка обухвата више од 1.000 уметничких дела изузетне вредности, посебно српског сликарства.
- Археолошка збирка
  - Праисторијска
  - Класична
  - Средњовековна
- Етнолошка збирка
  - Сточарство
  - Земљорадња
  - Текстилна радиност
  - Сеоска ношња
  - Штапови и прибор за пушење
  - Музички инструменти
  - Кућа и покућство
  - Допунско привређивање
  - Занати и трговина
  - Градска ношња
  - Етнолошка фотодокументација
  - Писана грађа
  - Предмети духовне културе
- Историјска збирка
  - Историјски предмети
  - Нумизматика
  - Револуционарна публицистика и штампа
  - Леци, прогласи, плакати и историјске карте
  - Копирани архивски документи
  - Фотографије и разгледнице
  - Оригинални архивски документи
  - Завичајна књига и штампа
  - Мемоарска грађа
  - Фоно и видео записи
- Историјско-уметничка збирка
  - Иконе
  - Страни мајстори
  - Српско сликарство 19. века
  - Српско сликарство прве половине 20. века
  - Савремено српско сликарство
  - Скулптура
  - Графика и цртеж
  - Примењена уметност